# Inspección Técnica de Equipos de Aplicación de Productos Fitosanitarios
La Inspección Técnica de Equipos de Aplicación de Productos Fitosanitarios (De forma acrónima ITEAF) es un tipo de mantenimiento legal preventivo en el que un equipo de aplicación de productos fitosanitarios es inspeccionado periódicamente por un ente certificador, el cual verifica el cumplimiento de las normas de seguridad, de calibrado y buen funcionamiento de los elementos que lo componen y que le sean aplicables según la legislación vigente.
El Laboratorio Nacional de Referencia de Inspecciones de Equipos de Aplicación de Productos Fitosanitarios es el Centro de Mecanización Agraria, del Departamento de Agricultura, Alimentación y Medio Rural Archivado el 18 de noviembre de 2015 en Wayback Machine. de la Generalidad de Cataluña, localizado en Lérida.

## Equipos de aplicación
Según establece el artículo 3 del Real Decreto, son objetos de inspección:

a) Equipos móviles de aplicación de productos fitosanitarios, inscritos en el ROMA y utilizados en la producción primaria, agrícola y forestal, así como los equipos utilizados en otros usos profesionales, y que correspondan a algunos de los siguientes géneros de máquinas:

– Pulverizadores hidráulicos (de barras o pistolas de pulverización).
– Pulverizadores hidroneumáticos.
– Pulverizadores neumáticos.
– Pulverizadores centrífugos.
– Espolvoreadores.
b) Equipos de aplicación montados a bordo de aeronaves, que deberán disponer de la mejor tecnología disponible para reducir la deriva de la pulverización.

c) Equipos instalados en el interior de invernaderos u otros locales cerrados.
Real Decreto 1702/2011

Se excluyen del ámbito de aplicación los pulverizadores de mochila, los pulverizadores de arrastre manual (carretilla) con depósito de hasta 100 litros, y otros equipos, móviles o estáticos, no contemplados anteriormente con carácter general, aunque algunas comunidades autónomas pueden obligar también a ser objeto de inspección si así lo determinan.

## Unidades de Formación
Las Unidades de Formación de la Inspección son los centros de formación acreditados a nivel nacional para desarrollar la actividad docente necesaria para optar al certificado de aptitud de directores e inspectores de ITEAF, según viene establecido en el artículo 13 del Real Decreto 1702/2011, y cuyos contenidos y programación se establecen en el Anexo IV "Criterios básicos de los programas de formación del personal perteneciente a las estaciones de Inspección Técnica de Equipos de Aplicación".
El objeto de este certificado es el de garantizar que el personal encargado de las inspecciones realice esta actividad en las condiciones idóneas de calidad. Este certificado deberá ser renovado cada cinco años, para lo cual será necesario realizar una actividad formativa de actualización de conocimiento.

### Unidades de Formación oficiales
En España, las Unidades de Formación reconocidas por el Ministerio de Agricultura de forma oficial son las siguientes:
- El Departamento de Ingeniería Rural de la Universidad de Córdoba.
- La Escuela Politécnica Superior de Huesca de la Universidad de Zaragoza.
- La Escuela Técnica Superior de Ingenieros Agrónomos de Albacete de la Universidad de Castilla-La Mancha.
- La Escuela Superior y Técnica de Ingeniería Agraria de la Universidad de León.
- La Unidad de Mecanización Agraria de la Universidad Politécnica de Cataluña.
- El Departamento de Ingeniería Rural de la Escuela Técnica Superior de Ingenieros Agrónomos de la Universidad Pública de Navarra.
- La Unidad de Mecanización y Tecnología Agraria de la Universidad Politécnica de Valencia.

## Personal de las ITEAF
Para poder realizar todas las funciones de inspección de forma correcta, cada centro de inspección deberá contar al menos con un director técnico y un inspector, pudiéndose contar con más de un inspector así como de personal auxiliar.

### Director Técnico
Para poder ejercer las funciones de director técnico es necesario haber superado el curso de formación complementaria contemplada en el artículo 13 del Real Decreto 1702/2011, así como estar en posesión de una titulación universitaria de grado o de formación profesional de grado superior que incluya, en sus programas de estudios, materias relativas a la sanidad vegetal, a la producción agraria o a la fabricación y caracterización de maquinaria, o alternativamente, acreditar una formación de, al menos, 300 horas en dichas materias.
Según el citado Real Decreto, será responsabilidad del director técnico la correcta realización de las siguientes funciones:
- El asesoramiento a los agricultores usuarios de los equipos de tratamiento de su idoneidad en el control de las plagas más características de la región en los que trabaja, así como de los productos utilizados.
- La implantación de los manuales de inspección atendiendo a los equipos y tratamientos más habituales en su región.
- El control de calidad, calibración y mantenimiento del instrumental existente.
- La elaboración de la memoria resultante de las inspecciones y remisión de la misma al órgano competente de la comunidad autónoma.
- La formación de los inspectores, coordinación de los mismos y resolución de los problemas que puedan presentarse en las revisiones.
- La firma del visto bueno del correspondiente certificado emitido por el inspector encargado de la revisión del equipo.

### Inspector
De forma análoga al director técnico, el inspector tendrá como responsabilidad la revisión directa de los equipos de tratamiento, que comprende las siguientes funciones:
- La tipificación del equipo de aplicación e identificación individual del mismo.
- La recomendación al usuario de regulaciones y uso más aconsejable en cada tratamiento.
- La ejecución de la inspección de acuerdo con el manual de procedimiento. Relación de los defectos encontrados y su valoración.
- La elaboración del informe, utilizando la aplicación informática disponible, y firma del mismo, para su entrega al usuario del equipo.

Para ejercer adecuadamente las funciones indicadas en el punto anterior, el inspector deberá disponer de la formación profesional adecuada o acreditar una formación de, al menos, 150 horas en materias relativas a la sanidad vegetal, a la producción agraria o a la fabricación y caracterización de maquinaria así como formación adicional exigible acreditada por una Unidad de Formación de Inspectores; formación complementaria contemplada en el artículo 13 del Real Decreto 1702/2011.
Un inspector podrá eximirse de la formación complementaria cuando acredite una experiencia de, como mínimo, tres años en la realización de estas inspecciones.

### Personal auxiliar
Las ITEAF pueden contar en con personal que realice labores de apoyo al inspector o inspectores.

## Instrumentación
Para la realización de los ensayos de inspección, se debe disponer de un equipamiento mínimo que viene recogido en el Anexo II del Real Decreto 1702/1011:

Para la realización de los ensayos, la ITEAF deberá disponer como mínimo del siguiente equipamiento:

A. Con carácter general:
1. Instrumental elemental de medición de longitudes, volumen y peso.
2. Contrastador de manómetro.
3. Manómetros de precisión, para determinar las pérdidas de presión o carga en las conducciones.
4. Herramientas y conjunto de racores que permitan la conexión del instrumental a los diferentes equipos de aplicación.
5. Sistema informático de procesado de datos.
B. Pulverizadores hidráulicos:
1. Dispositivo para medir el caudal individual de cada boquilla, pudiendo ser:
i. Equipos manuales e individuales. Recipiente graduado y cronómetro.
ii. Equipos que realizan la lectura sobre la misma máquina. Banco para la determinación del caudal de múltiples boquillas.
iii. Equipos que requieren extraer las boquillas de la máquina. Banco de comprobación del caudal de múltiples boquillas.
iv. Banco normalizado de distribución (automático o de manejo manual) para determinar la uniformidad en la distribución transversal, pudiendo ser por escáner o por sistema fijo.
C. Pulverizadores hidroneumáticos (atomizadores):
1. Dispositivo para medir el caudal individual de cada boquilla, pudiendo ser:
v. Equipos manuales e individuales. Recipiente graduado y cronómetro.
vi. Equipos que realizan la lectura sobre la misma máquina. Banco para la determinación del caudal de múltiples boquillas.
vii. Equipos que requieren extraer las boquillas de la máquina. Banco de comprobación del caudal de múltiples boquillas.

2. Instrumentación para determinar la distribución vertical (opcional)
Real Decreto 1702/2011